# Rikit
Rikit is een bestuurslaag in het regentschap Aceh Tenggara van de provincie Atjeh, Indonesië. Rikit telt 380 inwoners (volkstelling 2010).